# Fistful of Metal
Fistful of Metal este primul album al formației americane de thrash metal Anthrax lansat în ianuarie 1984 prin intermediul casei de discuri Megaforce Records. Conține 10 melodii, printre care și un cover al cântecului „I'm Eighteen”. Album precedat de Spreading The Disease.

## Istorie
Albumul ii avea in prim plan pe vocalistul original al trupei si anume pe Neil Turbin (care mai tarziu va forma Deathriders) si pe basistul Danny Lilker (care mai tarziu va forma Nuclear Assault).
Danny Lilker si Scott Ian au fost cei care au creat Anthrax, iar la scurt timp dupa lansarea albumului, Ian l-a concediat pe Lilker. Ian a avut mai multe motive pentru asta: era lenes si lipsit de profesionalitate, a esuat in a-si plati chiria pe care si restul trupei o platea pentru spatiul in care efectuau sesiunile de repetitie si a avut nevoie de peste 30 de duble (adica 2 zile petrecut in studio) pentru a inregistra versiunea lor a melodiei "I'm Eighteen".
Dupa plecarea lui, trupa l-a angajat pe nepotul tobosarului Charlie Benante, Frank Bell, care a cantat pe toate albumele trupei de atunci si pana acum.
Neil Turbin a contribuit la ideile unor cantece, versuri, titluri si aranjamente de pe album. Ian a vrut mai mult control asupra trupei si Benante care a cantat la baterie si la chitara a vrut sa se implice mai mult la crearea si mesajul versurilor deoarece le considera slabe.
Turbin a fost concediat iar Ian si Benante aveau sa scrie in parteneriat, Ian versurile si Benante scria muzica.
Fistful of Metal a fost lansat ca un album dublu in Anglia. A beneficiat de niste masterizari care nu erau disponibile pe varianta destinata Statelor Unite. In 2000 Megaforce a reimpachetat si relansat albumul si in 1985 EP-ul  Armed and Dangerous a continut cateva melodii de pe Fistful of Metal, dar nu a avut mixatii noi si a venit intr-o varianta cenzurata.

## Cântece
- 1. „Death Rider” – 3:30
- 2. „Metal Thrashing Mad” – 2:39
- 3. „I'm Eighteen” – 4:02
- 4. „Panic” – 3:58
- 5. „Subjugator” – 4:38
- 6. „Soldiers of Metal” – 2:55
- 7. „Death from Above” – 5:06
- 8. „Anthrax” – 3:24
- 9. „Across the River” – 1:26
- 10. „Howling Furies” – 3:55

## Personal
- Neil Turbin – vocalist
- Dan Spitz – chitară
- Scott Ian – chitară
- Dan Lilker – bas
- Charlie Benante – baterie